# Mutton Bird Island (New South Wales)
Mutton Bird Island ist eine unbewohnte Insel im Nordosten des australischen Bundesstaats New South Wales. Sie liegt direkt vor der Küste von Coffs Harbour.

## Geographie
Die etwa 600 Meter lange und bis zu 250 Meter breite Insel ist mit dem Stadt- und Hafengebiet über einen schmalen Fahrdamm verbunden. Sie ist in der Inselmitte bis zu 48 Meter hoch und nur spärlich bewachsen, dient jedoch einer Vielzahl von Meeresvögeln, meist aus der Gattung der Sturmtaucher (englisch Muttonbirds), als Nist- und Rastplatz.

## Naturschutzgebiet
Das Inselgebiet ist deckungsgleich mit dem australischen Schutzgebiet Muttonbird Island Nature Reserve. Über einen befestigten Wanderweg, der über die höchste Stelle der Insel führt, kann ein markanter Aussichtspunkt (Eastern Side lookout) im Osten von Mutton Bird Island erreicht werden.

## Bilder

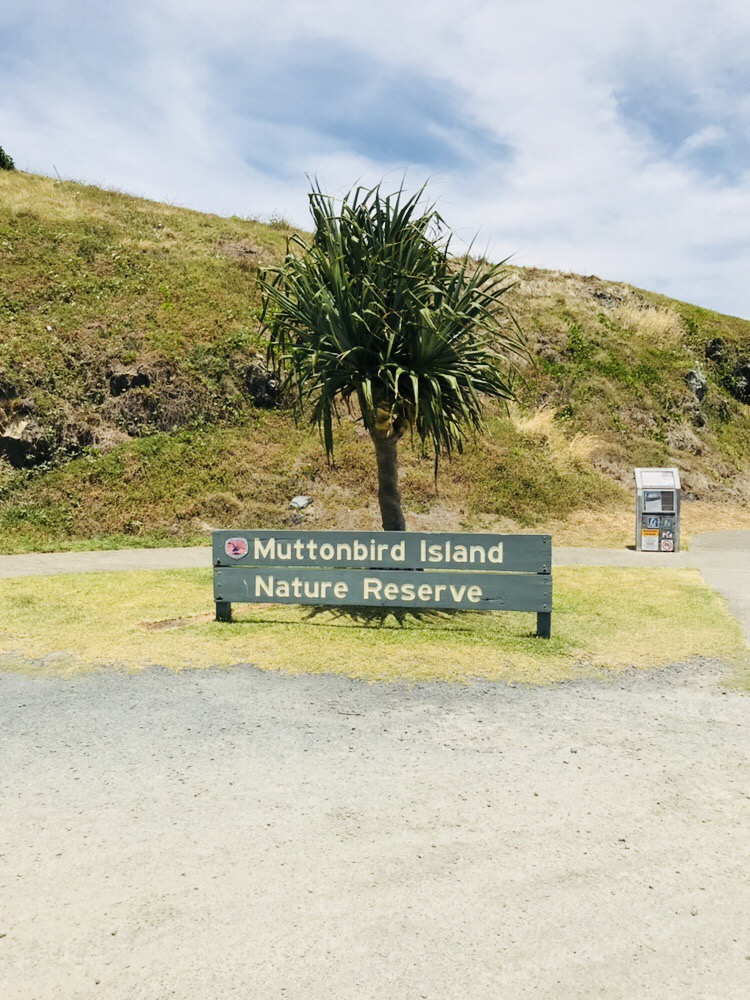
Eingangsschild
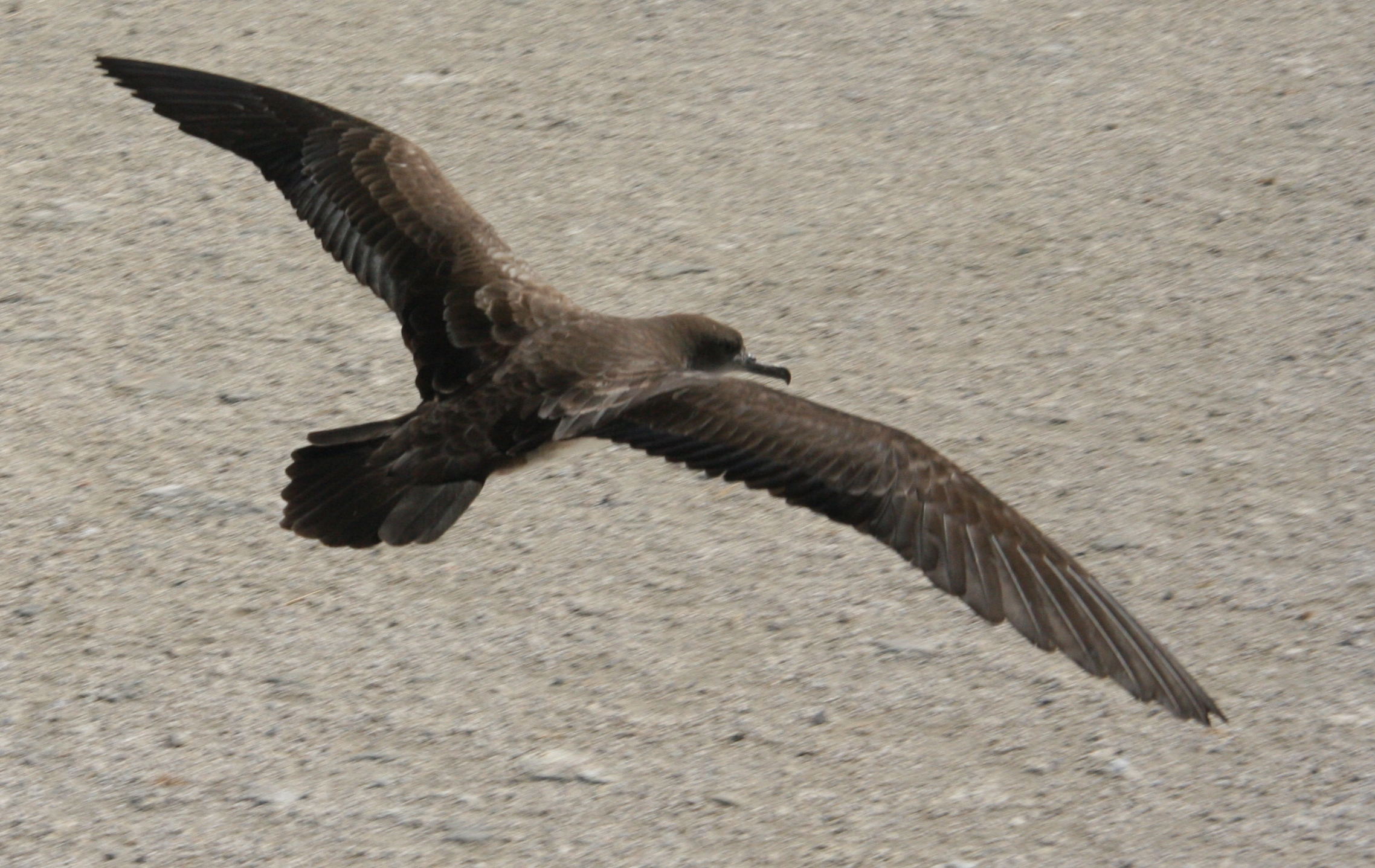
Sturmtaucher